# Častolovice
Častolovice (en allemand : Tschastolowitz) est un bourg (městys) du district de Rychnov nad Kněžnou, dans la région de Hradec Králové, en République tchèque. Sa population s'élevait à 1 707 habitants en 2022.

## Géographie
Častolovice se trouve à 3 km à l'ouest-nord-ouest du centre de Kostelec nad Orlicí, à 5 km au sud-ouest de Rychnov nad Kněžnou, à 27 km à l'est-sud-est de Hradec Králové et à 125 km à l'est de Prague.
La commune est limitée par Hřibiny-Ledská au nord, par Libel et Synkov-Slemeno à l'est, par Kostelec nad Orlicí au sud-est et au sud, et par Čestice et Olešnice à l'ouest.

## Histoire
La première mention écrite de la localité date de 1342 .

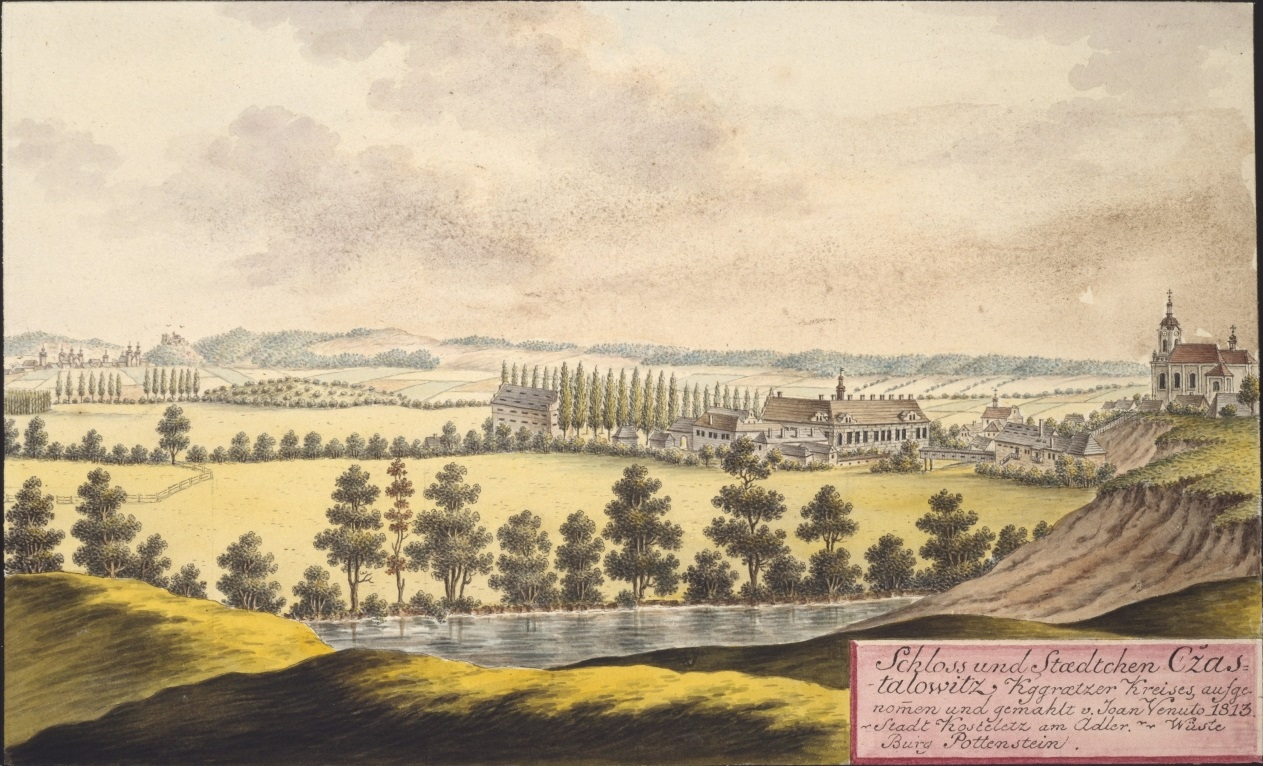
Byzhradec et son château en 1813, par Joann Venuto.

## Galerie

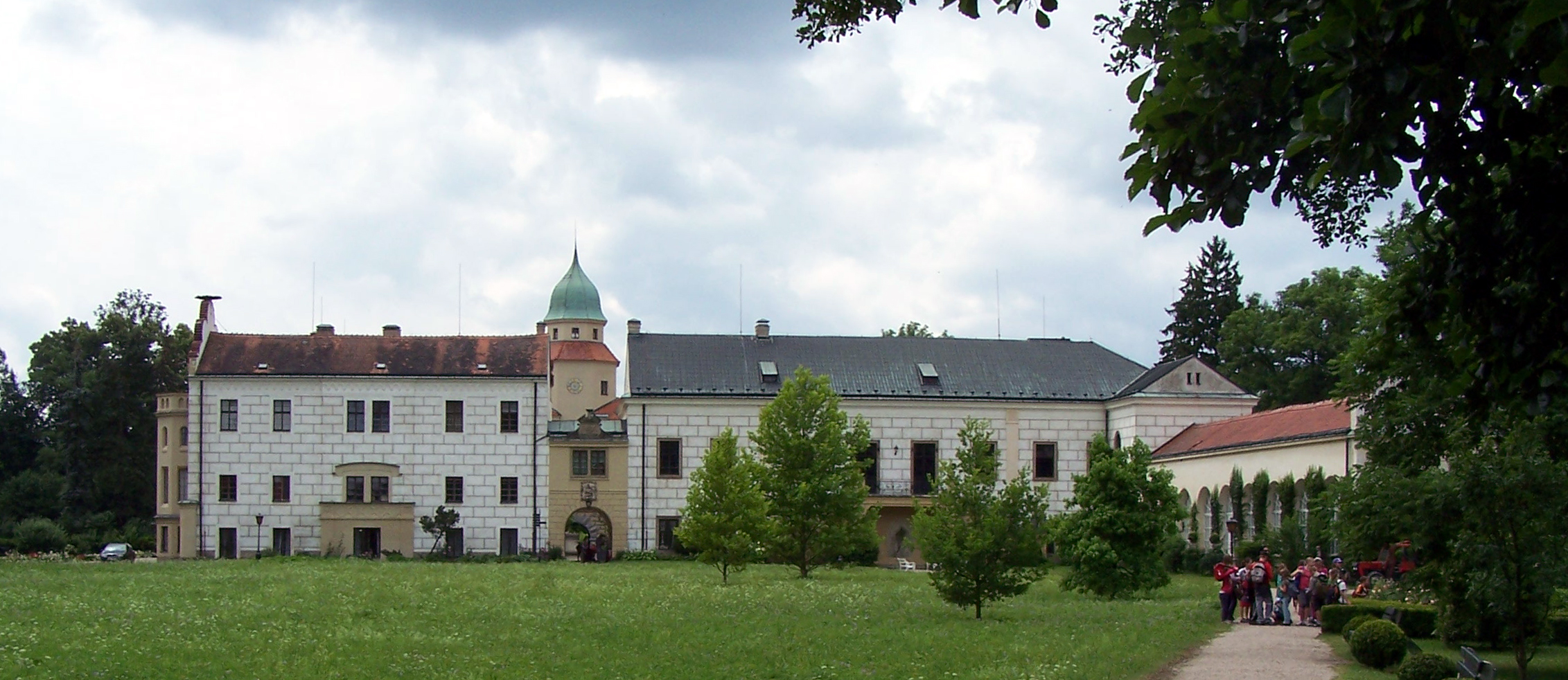
Château de Častolovice.

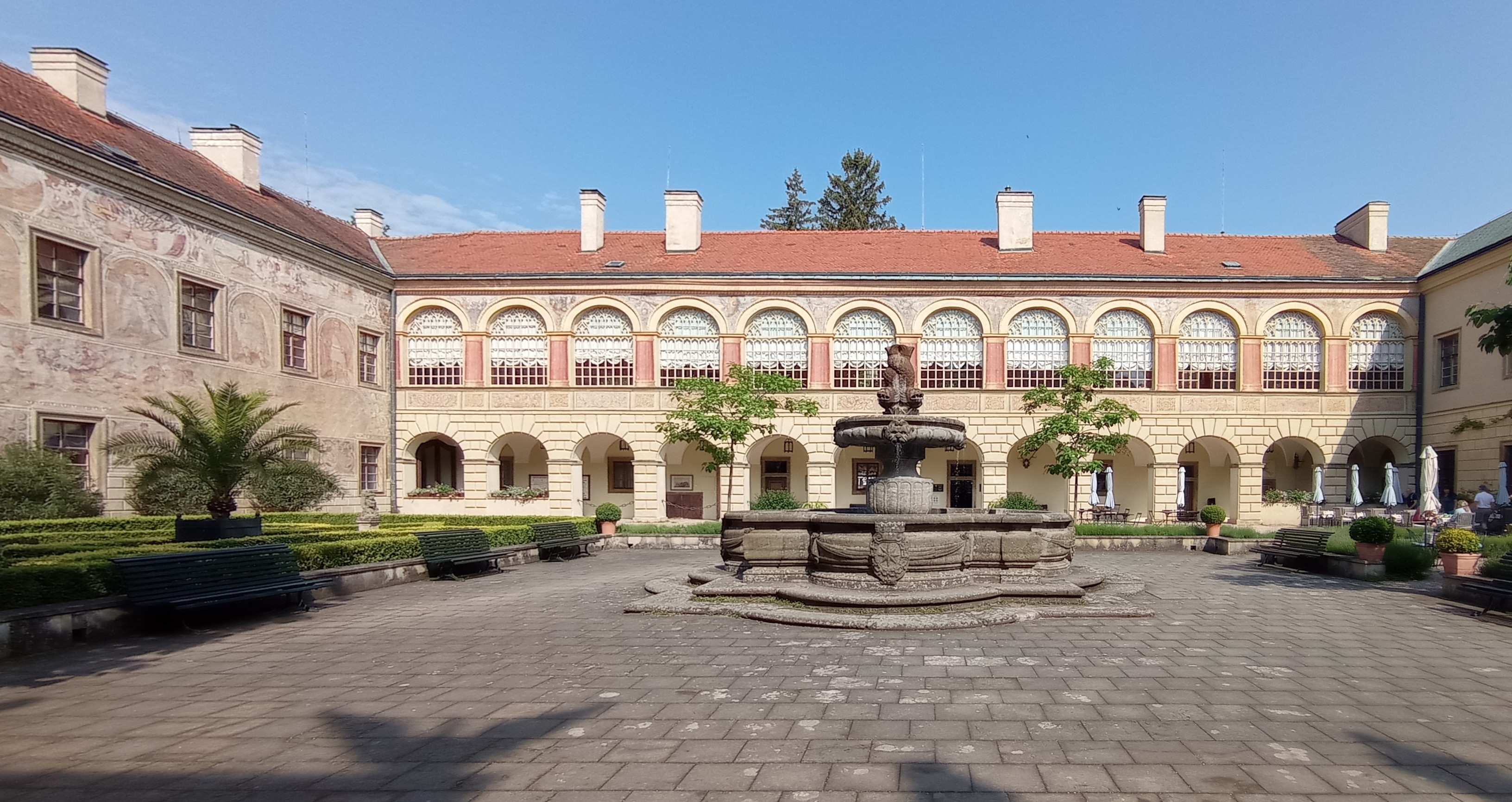
Château de Častolovice : la cour.

## Transports
Par la route, Častolovice se trouve à 10 km de Rychnov nad Kněžnou, à 30 km de Hradec Králové et à 148 km de Prague. 